# Christence Kruckow
Christence (Christenze) Akselsdatter Kruckow (ca. 1558 – 26. juni 1621) var en trolddomsanklaget jomfru af adelig slægt, som blev henrettet ved halshugning efter, at kong Christian IV havde stadfæstet hendes dom.

## Liv
Hun var datter af Aksel Nielsen Kruckow til Årslevgård og kom som ung i huset hos fru Berte Friis på det nærliggende Nakkebølle. Da fru Berte var død 1582, og enkemanden, Eiler Brockenhuus, 2 år efter var blevet gift på ny, forlod jomfru Christence gården, om straks eller noget senere vides ikke. Den nye frue på Nakkebølle, Anne Bille, fødte efterhånden en mængde børn, der imidlertid alle enten var dødfødte eller døde lige efter fødselen, og da man efter 12 års forløb gav sig til at efterspore, om dette ikke skulle skyldes trolddomskunster, fandt man hurtigt de formentlig skyldige, et par kvinder, som i 1596 kom til at lide døden på bålet. Som den, der stod bag disse kvinder, nævnedes imidlertid ingen anden end Christence Kruckow, som beskyldtes for allerede inden brylluppet at have truffet forberedelser til at volde den unge frue skade; men mod beskyldningerne protesterede hun og hendes slægt, og en formel
anklage mod hende rejstes ikke.
Senere træffes hun i Aalborg, hvor hun i 1615 sammen med en søster stiftede et lille legat for en student fra byens latinskole. Snart efter dukkede der imidlertid slemme rygter op om hende, idet man atter troede hende i virksom forbindelse med den onde for at skade sine medmennesker. Nu rørtes der op i den da 25 år gamle sag, og denne gang ramtes hun af lovens fulde straf, da herredagen 9. juni 1621 dømte hende til at have sin adelige stand forbrudt og til at miste livet. Ikke mange dage efter faldt den aldrende kvindes hoved for bøddelens sværd. Inden sin død havde hun testamenteret penge til fattige studenter, "den halshuggede Jomfrus Legat", som endnu eksisterer.